# Адміністративний поділ Донецької області на 1 січня 1933 року

## Донецька область. 1 січня 1933 року
Ділилася на райони та міста, підпорядковані області.
- загальна кількість районів — 23
- загальна кількість міст, підпорядкованих області — 12
- центр області — м. Сталіно (до 16 липня 1932 року — м. Артемівськ)
- список районів:

1. Біловодський (с. Біловодськ)
2. Білолуцький (с. Білолуцьк)
3. Велико-Янісольський (с. Великий Янисоль)
4. Верхне-Тепловський російський (с. Верхня Теплівка)
5. Володарський (с. Володарське)
6. Волноваський (п. Волноваха)
7. Гришинський (смт Гришине)
8. Лиманський (смт Красний Лиман)
9. Лисичанський (пос. Лисичанськ)
10. Марківський (с. Марківка)
11. Міловський (с. Мілове)
12. Ново-Айдарський (с. Новий Айдар)
13. Ново-Псковський (с. Новопсков)
14. Покровський (с. Покровське)
15. Ровеньківський (смт Ровеньки)
16. Рубіжанський (пос. Рубіжне)
17. Сватівський (смт Сватове)
18. Слов'янський (м. Слов'янськ)
19. Сорокинський (пос. Сорокине)
20. Старобільський (м. Старобільськ)
21. Старо-Каранський (с. Стара Карань)
22. Старо-Керменчицький (с. Старий Керменчик)
23. Чистяківський (м. Чистякове)

- список міськрад:

1. Артемівська
2. Ворошиловська
3. Горлівська
4. Кадіївська
5. Костянтинівська
6. Краматорська
7. Краснолуцька
8. Луганська
9. Макіївська
10. Маріупольська
11. Риківська
12. Сталінська